# Hundens hårlag
Hårlag eller pälskvalitet varierar mellan olika hundraser. Flera raser är uppdelade i släthåriga (korthåriga), strävhåriga och långhåriga varianter. Den mest ursprungliga är den strävhåriga som består av täckhår (eller stickelhår) och underull. Korthåriga och långhåriga hundar finns både med och utan underull. Vissa släthåriga raser har behäng, längre hår på öron och svans, samt längs buken och benen. En sådan hund är saluki. Strävhåriga hundar med halvlånga täckår kallas stickelhåriga (jmfr raggig). På franska används beteckningen griffon för att skilja stickelhåriga varianter från strävhåriga. Stickelhåriga hundar har rakare och styvare hårstrån än vad långhåriga har. Bland långhåriga hundar kan man särskilja de ullhåriga, till exempel pudel. De flesta ullhåriga raser fäller inte utan måste klippas regelbundet. Det finns även hundar utan hårrem på större delen av kroppen, s.k. nakenhundar, till exempel Chinese crested dog.

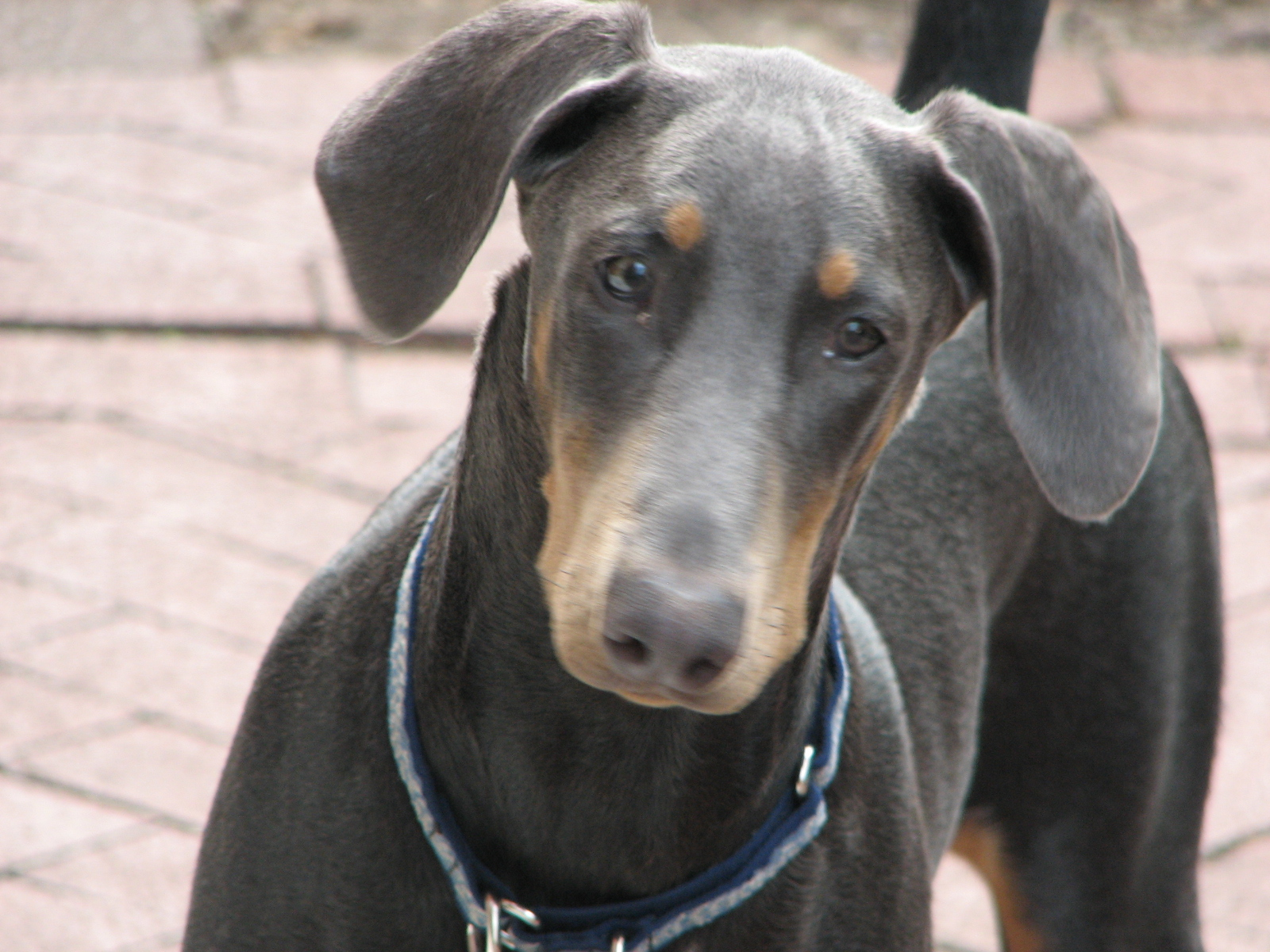
Dobermann, en släthårig ras utan underull.
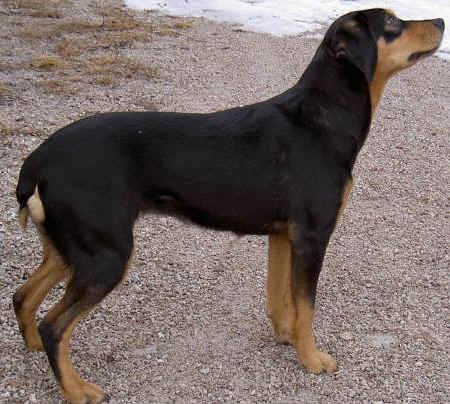
Smålandsstövare, en korthårig ras med underull.
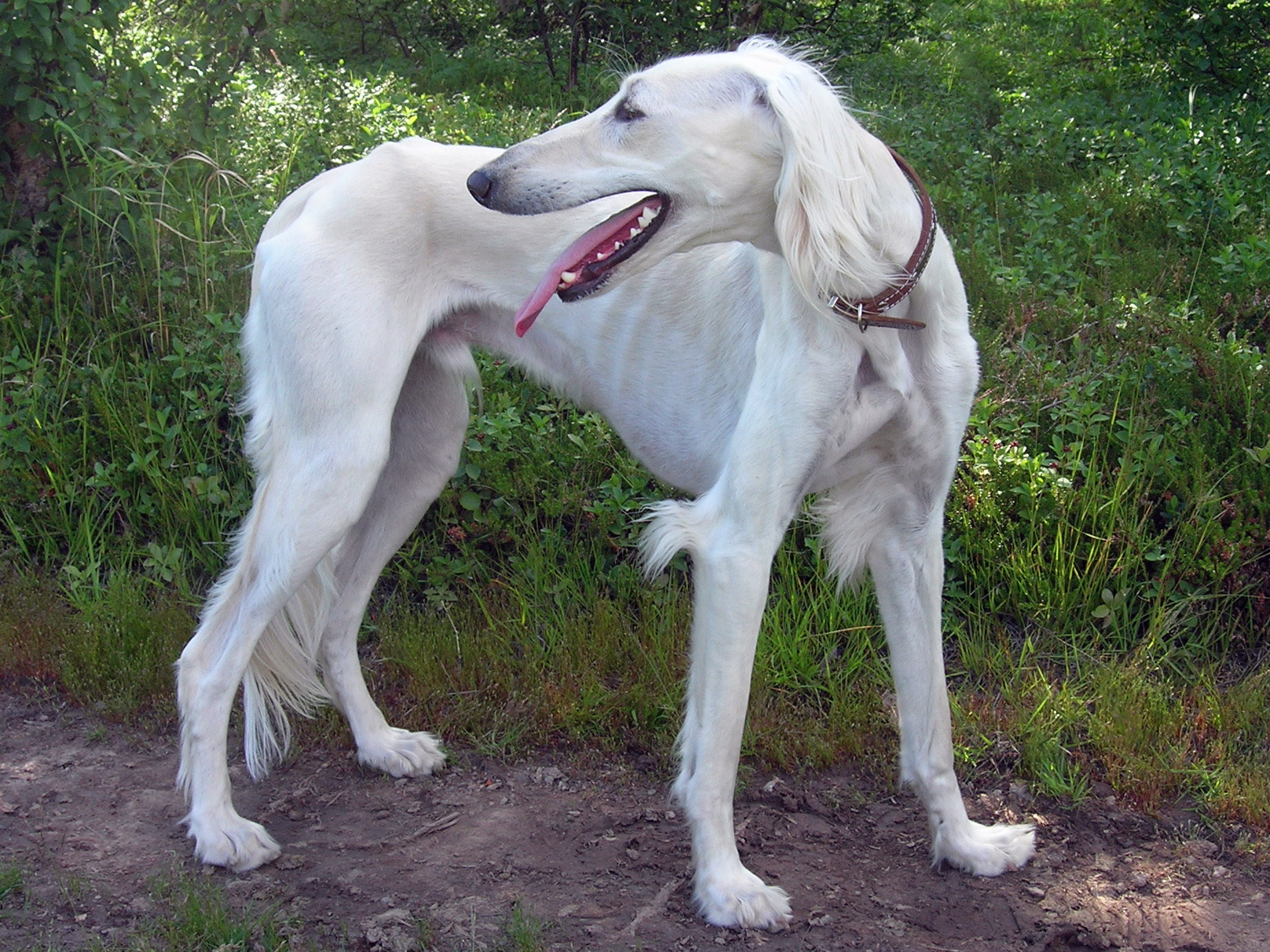
Saluki, korthårig med behäng.
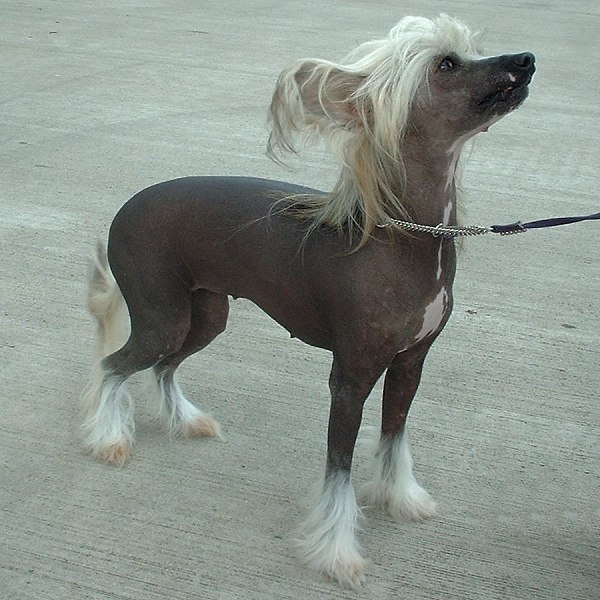
Chinese crested dog, en nakenhund.

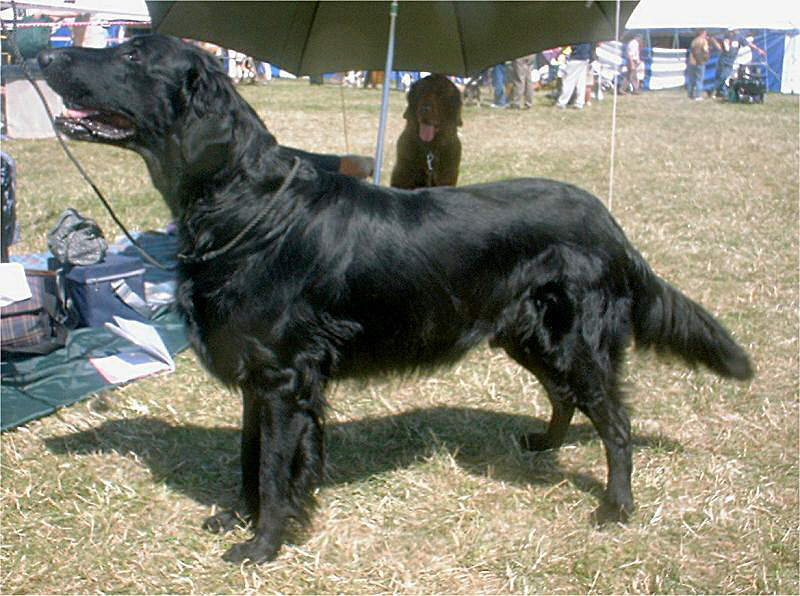
Flatcoated retriever, en långhårig ras.
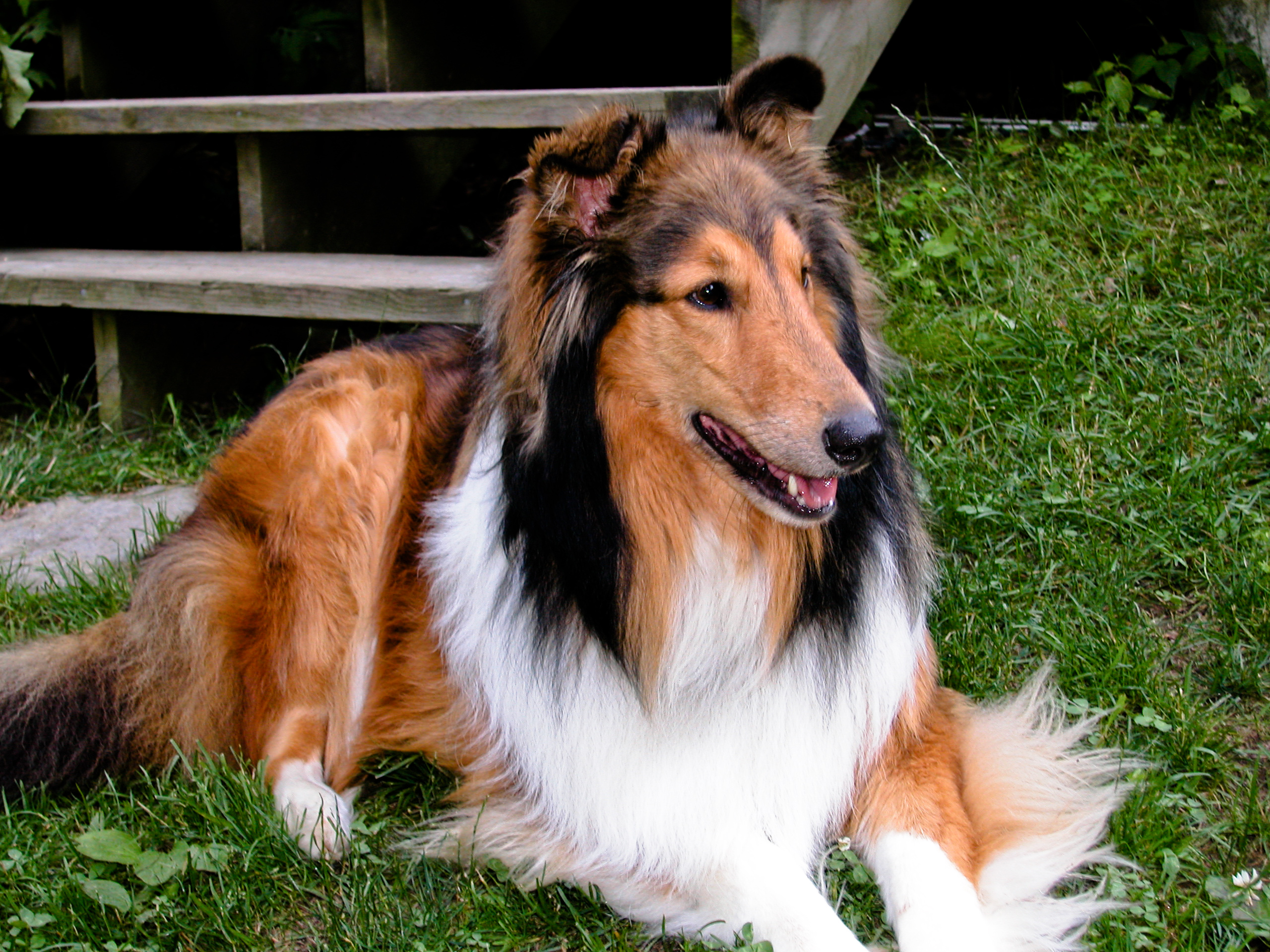
Collie, ett annat exempel på långhårig ras.
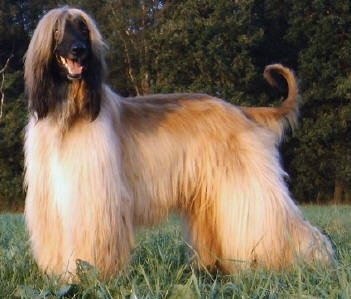
Afghanhund, ytterligare en långhårig hund.

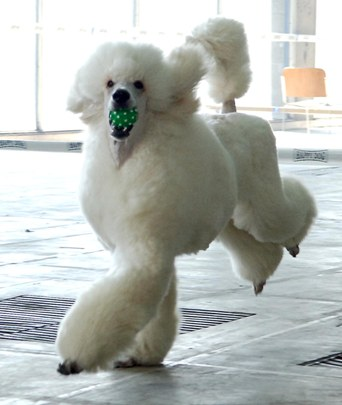
Pudel är en ullhårig ras.
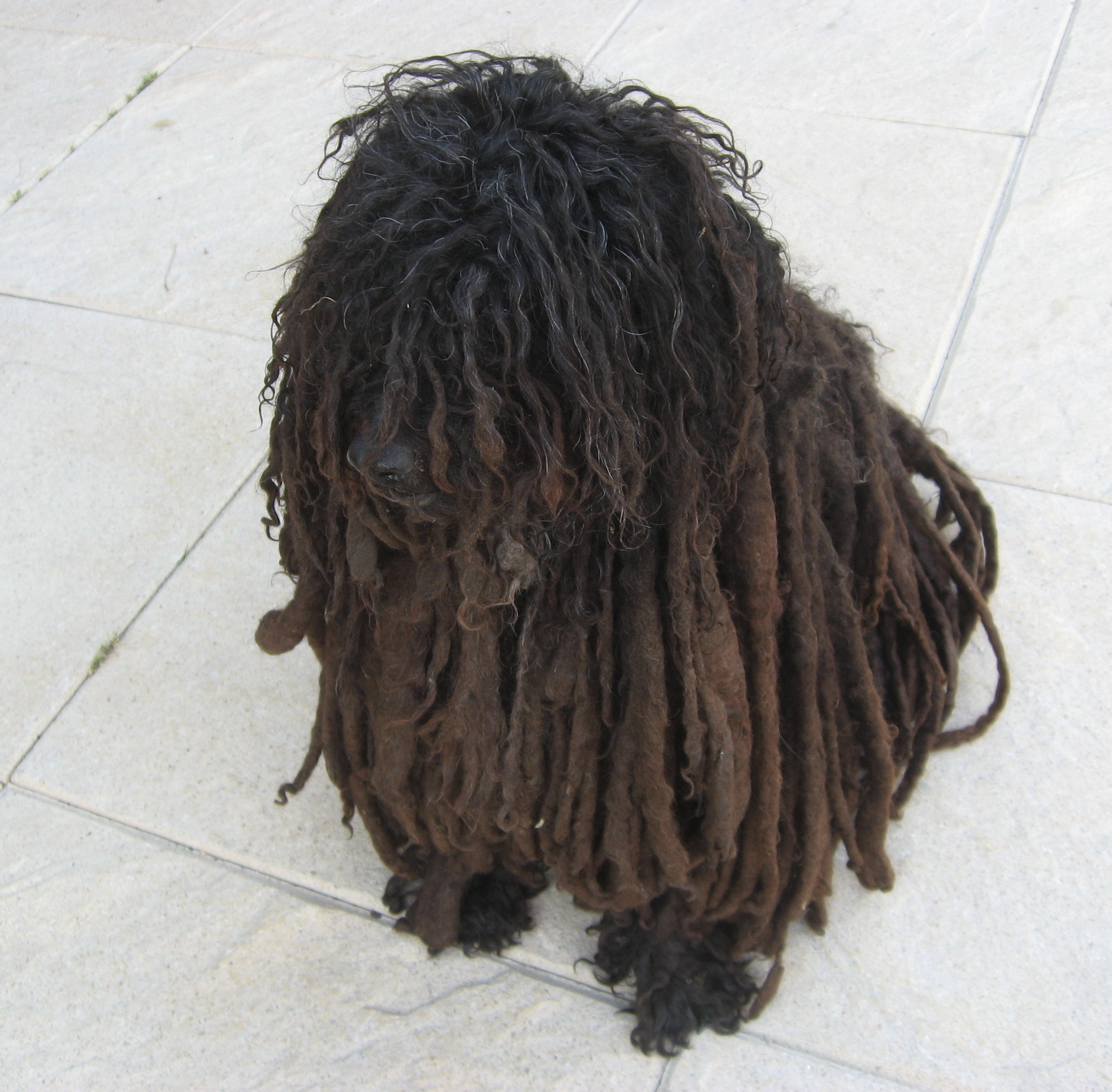
Puli är en ullhårig ras med snören.
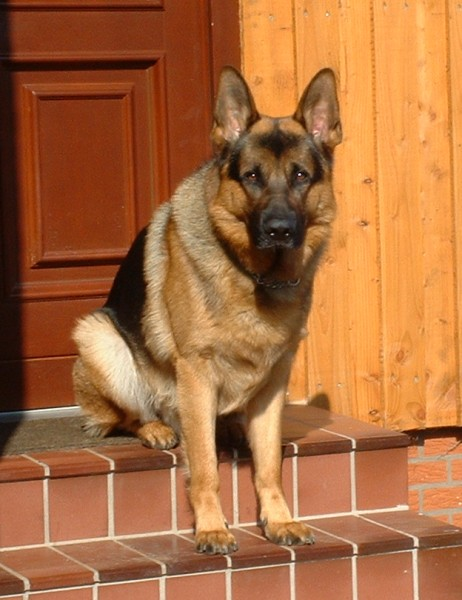
Schäfern är strävhårig.
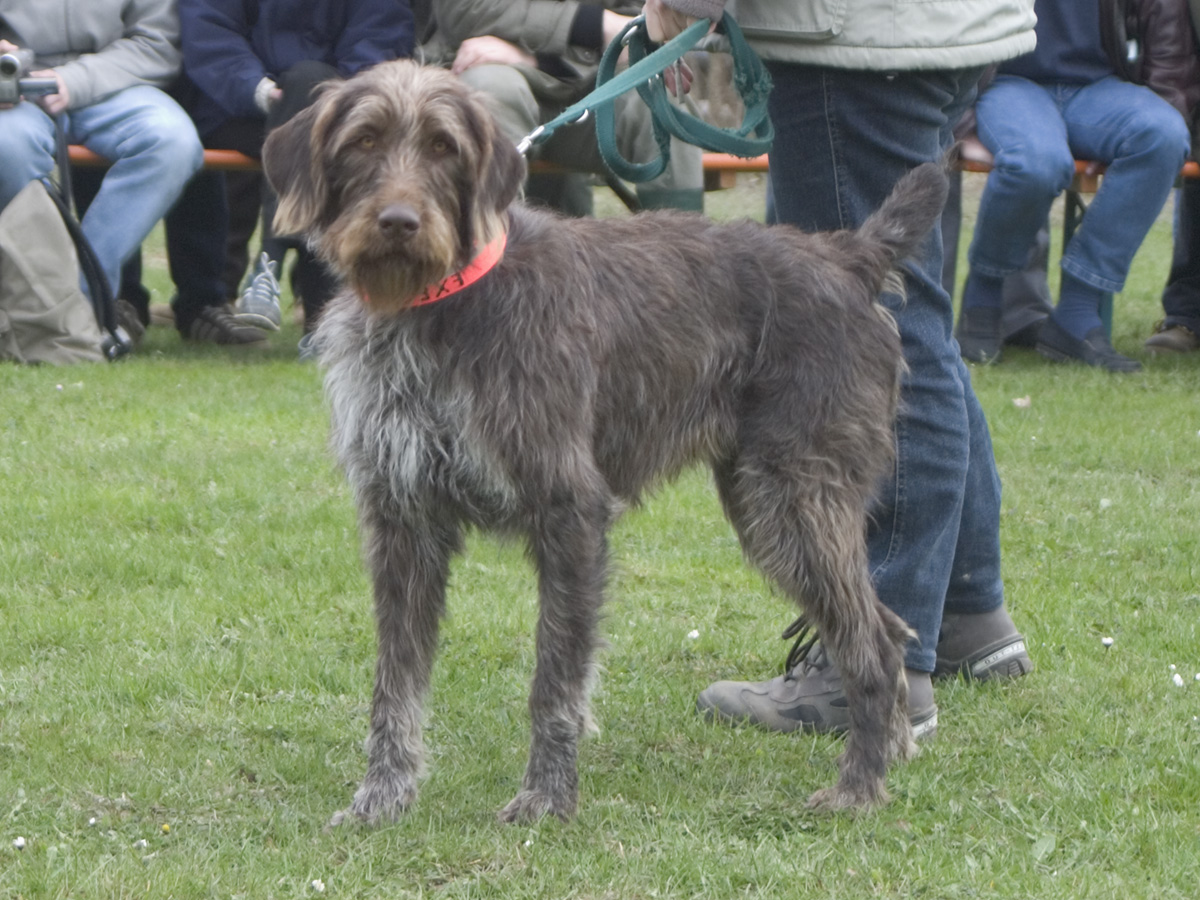
Deutsch stichelhaar, stickelhårig vorsteh.